# Yasunori Matsumoto
Yasunori Matsumoto (jap. 松本 保典 Matsumoto Yasunori; ur. 7 lutego 1960) – japoński seiyū i aktor dubbingowy związany z Sigma Seven.
Dubbingował takich aktorów jak m.in. Adam Sandler, David Arquette i Ryan Reynolds.

## Wybrana filmografia

### Seriale anime
- 1991: Kot w butach jako Custo
- 1992: Uchū no kishi Tekkaman Blade jako Noal Vereuse
- 1995: Slayers: Magiczni wojownicy jako Gourry Gabriev
- 1997: Pokémon jako Dan
- 2000: Gravitation jako Hiroshi Nakano
- 2000: Love Hina jako Noriyasu Seta
- 2002: Princess Tutu jako Mr. Cat
- 2007: Yes! Pretty Cure 5 jako King Donuts
- 2009: Fresh Pretty Cure! jako Westar
- 2015: Go! Princess Pretty Cure jako Ibuki Haruno

### Filmy anime
- 2008: Doraemon: Zielona planeta jako tata Nobity
- 2012: Road to Ninja: Naruto the Movie jako Kizashi Haruno